# Tyromyces duplexus
Tyromyces duplexus är en svampart som beskrevs av M. Mata & Ryvarden 2010. Tyromyces duplexus ingår i släktet Tyromyces och familjen Polyporaceae.   Inga underarter finns listade i Catalogue of Life.